# Jarkand-Kropfgazelle
Die Jarkand-Kropfgazelle (Gazella yarkandensis) ist eine Art der Gazellen innerhalb der Hornträger.  Sie wurde ursprünglich als Unterart der Kropfgazelle angesehen, gilt aber seit dem Jahr 2011 als eigenständige Art. Es handelt sich um eine leicht gebaute Gazelle mit schlanken Gliedmaßen und sandfarbener Fellfärbung. Hörner werden zumeist nur von Männchen getragen. Bei diesen ist auch als Charakteristikum der Kropfgazellen der Kehlkopf vergrößert. Die Tiere kommen in Ostasien vor, wo sie überwiegend im nördlichen China und in der Mongolei verbreitet sind. Die hauptsächlich genutzten Landschaftsräume bestehen aus Steppen und Halbwüsten. In der Regel leben die Tiere in kleinen Gruppen. Als Nahrung dienen sowohl Gräser als auch Blätter. Die Zusammensetzung der Nahrung variiert über das Jahr. Die Fortpflanzung findet im Winter statt. Die Art wurde im Jahr 1875 wissenschaftlich eingeführt. Der Bestand ist gefährdet.

## Merkmale
Die Jarkand-Kropfgazelle erreicht eine Kopf-Rumpf-Länge zwischen 90 und 110 cm, eine Schwanzlänge von 10 bis 15 cm und eine Schulterhöhe von rund 69 cm. Das Körpergewicht variiert von 20 bis 30 kg. Es handelt sich um eine mittelgroße und recht leicht gebaute Gazelle, bei der die Länge der Hinterbeine nicht die Schulter überschreitet. Das Rückenfell hat eine sandgelbe Färbung ohne den rötlichen Einschlag wie bei der Kropfgazelle (Gazelle subgutturosa). Die Unterseite und die Beininnenseiten sind heller getönt. Der weiße Unterleib reicht in der Regel bis zur Schwanzwurzel. Der Schwanz selbst besitzt eine dunklere Farbgebung und endet in einer Quaste. Ebenso ist der Kopf hell, hier zeigt sich die helle Gesichtsmarkierung von den Augen bis zur Nase ähnlich deutlich wie bei der Kropfgazelle. Das Maul ist dagegen dunkel gefärbt. Die Ohren sind ausgesprochen lang. Die Männchen tragen nach hinten geschwungene Hörner, sie weisen horizontale Ringe auf, deren Anzahl normalerweise bei 14, selten bei 16 liegt. Ihre Länge reicht von 21 bis 32 cm, die Spitzen stehen 3,9 bis 17,6 cm auseinander. Die Hornbasen sind groß und rundlich im Querschnitt, der Durchmesser liegt bei 5,8 bis 7,9 cm. Bei Weibchen sind in der Regel keine Hörner ausgebildet, im Gegensatz zur Kropfgazelle, bei der diese kleine Hörner haben. Bei der Sandgazelle (Gazella marica) verfügen weibliche Individuen wiederum über deutlich entwickelte Hörner. Der Schädel wird 21 bis 22 cm lang. Das namensgebende Merkmal der Jarkand-Kropfgazelle ist der wie bei allen Verwandten der Kropfgazelle verdickte Kehlkopf des Männchens.

## Verbreitung und Lebensraum
Die Jarkand-Kropfgazelle ist in Ostasien verbreitet. Sie kommt dort in China, vor allem im Autonomen Gebiet Xinjiang vor. In einer erweiterten Auffassung gehören auch die Tiere aus den Provinzen Qinghai, Gansu, aus dem Norden von Shaanxi beziehungsweise aus dem Autonomen Gebiet der Inneren Mongolei, sowie aus der Mongolei zur Jarkand-Kropfgazelle. Die Tiere bewohnen ebene Landschaften von steppen- bis halbwüstenartigem Charakter, sind aber zum Teil auch in alpinen Graslandschaften anzutreffen. Im Qaidam-Becken tritt die Jarkand-Kropfgazelle in Höhenlagen von 2700 bis 3000 m auf. Die Populationsdichte der Tiere in einigen Regionen von Xinjiang wie unter anderem das Junggar-Becken und das Kalamaili-Gebirge wird mit 0,7 bis 0,8 Individuen je Quadratkilometer angegeben.

## Lebensweise

### Territorialverhalten
Verhalten und Lebensweise der Jarkand-Kropfgazelle sind nur wenig erforscht. Die Tiere leben in kleinen Gruppen mit bis zu einem Dutzend Individuen. Es kommen sowohl weibliche als auch männliche Gruppen sowie gemischte Herden und einzelne Individuen vor. Die weiblichen Herden schließen zumeist auch die Jungtiere mit ein. Nach Untersuchungen im Kalamaili-Naturreservat in Xinjiang beträgt die durchschnittliche Gruppengröße 5,5 Individuen, sie ist im Herbst und Winter größer als im Frühjahr und Sommer, was möglicherweise auf die reduzierte Nahrungsmenge in der kalten Jahreszeit zurückzuführen ist. Gruppengrößen über sechs Individuen machen weniger als ein Viertel der Beobachtungen aus. Große Herdenzusammenschlüsse mit 30 und mehr Individuen finden häufig im Sommer während der heißesten Phase statt. Die Tiere nutzen dann gemeinsam die wenigen Wasserquellen der wüstenartigen Landschaften.
Die Jarkand-Kropfgazelle ist weitgehend tagaktiv. Einen Großteil des Tagesbudgets verbringt sie mit der Nahrungsaufnahme, gefolgt von Ruhe und von Wanderungen. Bei weiblichen Tieren nehmen im Sommer die Nahrungsaufnahme und Ruhe jeweils fast die Hälfte der Tätigkeiten ein, im Winter verbringen sie mehr Zeit mit dem Fressen (fast 70 %) und ruhen deutlich weniger. Das führt dazu, dass Weibchen im Sommer nur zweimal täglich Nahrung aufnehmen (morgens und abends) und dazwischen eine lange Ruhephase einlegen. Den Rest des Jahres fressen sie dreimal täglich (morgens, mittags und abends) mit entsprechend kürzeren Ruhepausen. Bei männlichen Tiere hingegen geht die Nahrungsaufnahme und die Ruhezeit im Winter markant zurück, beide Tätigkeiten beanspruchen jeweils nur rund 30 % der aktiven Zeit. Dafür steigen wandernde Aktivitäten und vor allem Aufmerksamkeit deutlich an. Die Veränderung hängt ursächlich mit der in dieser Zeit stattfindenden Paarung zusammen. Den Modus einer dreimal-täglichen Nahrungsaufnahme behalten Männchen ganzjährig bei.

### Ernährung
Die Hauptnahrung der Jarkand-Kropfgazelle besteht aus Gräsern, Kräutern und Blättern, sie ernähren sich daher von gemischter Pflanzenkost (mixed feeder). Im Kalamaili-Naturreservat setzt sich die Nahrung zu 34,2 bis 43,4 % aus Gehölzpflanzen, zu 16,8 bis 31,1 % aus Gräsern und zu 25,6 bis 41,9 % aus Kräutern zusammen. Das Nahrungsspektrum umfasst rund 47 verschiedene Pflanzenarten, unter ihnen dominieren vor allem Süßgräser und Gänsefußgewächse. Die Zusammensetzung der Nahrung variiert über das Jahr. Die höchste Diversität an aufgenommenen Pflanzen wird im Frühjahr erreicht. Die Hauptkomponente bilden Federgräser, die ganzjährig gefressen werden. Im Sommer machen sie mehr als ein Fünftel der Nahrungsmenge aus, im Herbst und Winter reduziert sich ihr Anteil um die Hälfte und sinkt im Frühjahr auf ein Minimum. Hauptsächlich im Frühjahr und Sommer ist das Strauchgewächs Ceratoides ein wichtiger Bestandteil in der Ernährung. Im Herbst und Winter frisst die Jarkand-Kropfgazelle auch vermehrt Saxaul. Andere Pflanzen wie Lauch, Jochblatt und Salzkräuter spielen im Sommer eine wichtige Rolle. In manchen Regionen konkurriert die Jarkand-Kropfgazelle mit Weidevieh wie Hausziegen und Hausschafe um Nahrung. Mit letzteren besteht im Kalamaili-Naturreservat eine Überschneidung von über 75 % in der Ernährungsweise.

### Fortpflanzung
Während der Paarungszeit von Oktober bis Dezember verlassen die Männchen die gemischten Gruppen und etablieren ihr eigenes Territorium. Dadurch steigt der Anteil an rein weiblichen Herden deutlich an. Der verdickte Kehlkopf der Männchen verstärkt wie bei allen Kropfgazellen deren Brunftruf. Weibchen im Alter von drei bis sieben Jahren bringen oft Zwillinge zur Welt, ältere und jüngere Tiere hingegen einzelne Jungtiere.

## Systematik
Die Jarkand-Kropfgazelle ist eine Art aus der Gattung Gazella innerhalb der Familie der Hornträger (Bovidae). Die Gattung Gazella steht innerhalb der Hornträger in der Unterfamilie der Antilopinae und der Tribus der Gazellenartigen (Antilopini). Als nächste Verwandte der Jarkand-Kropfgazelle gelten die Kropfgazelle (Gazella subgutturosa), die Turkmenistan-Kropfgazelle (Gazella gracilicornis) und die Sandgazelle (Gazella marica). Sie werden zusammen mit einigen anderen Formen wie der Dünengazelle (Gazella leptoceros) und der Cuviergazelle (Gazella cuvieri) in die sogenannte Gazella subgutturosa-Gruppe eingeordnet. Als besondere Kennzeichen der unmittelbaren Verwandtschaft der Kropfgazelle sind der grazile Körperbau mit den schlanken und gleichlangen Beinen, so dass ein gerader Rückenverlauf entsteht, und die namensgebende Vergrößerung des Kehlkopfes anzusehen. Letzteres ist bei beiden Geschlechtern ausgebildet, zeigt sich bei den Männchen aber augenscheinlicher.
Ursprünglich galten die Jarkand-Kropfgazelle und die Sandgazelle als Unterarten der Kropfgazelle, während die Turkmenistan-Kropfgazelle als ein Synonym von letzterer geführt wurde. Die meisten Systematiken wiesen der Kropfgazelle insgesamt vier Unterarten zu, neben der Nominatform, die „Persische Kropfgazelle“ (G. s. subgutturosa), und der Jarkand-Kropfgazelle (G. s. yarkandensis) sowie der Sandgazelle (G. s. marica) auch zusätzlich noch die „Mongolische Kropfgazelle“ (G. s. hilleriana). Andere, häufig chinesische Autoren unterschieden daneben auch noch die „Tibetische Kropfgazelle“ (G. s. reginae), die „Dschungarische Kropfgazelle“ (G. s. sairensis) und die „Seistan-Kropfgazelle“ (G. s. saistanica). Eine systematische Revision der Hornträger durch Colin P. Groves und Peter Grubb im Jahr 2011 erkannten neben der eigentlichen Kropfgazelle („Persische Kropfgazelle“) auch die Sandgazelle, die Jarkand-Kropfgazelle und die Turkmenistan-Kropfgazelle als eigenständige Arten an. Dies erfolgte weitgehend auf morphologischer Basis anhand unterschiedlicher Schädel- und Hornmaße. Die „Mongolische Kropfgazelle“ wurde dabei als identisch mit der Jarkand-Kropfgazelle erachtet. Für die „Tibetische“ und die „Dschungarische Kropfgazelle“ ist die Datenlage nicht so eindeutig, die beiden Autoren verwiesen sie aber vorläufig ebenfalls zur Jarkand-Kropfgazelle. Die „Seistan-Kropfgazelle“ wurde schon zuvor häufig als identisch mit der eigentlichen Kropfgazelle aufgefasst.

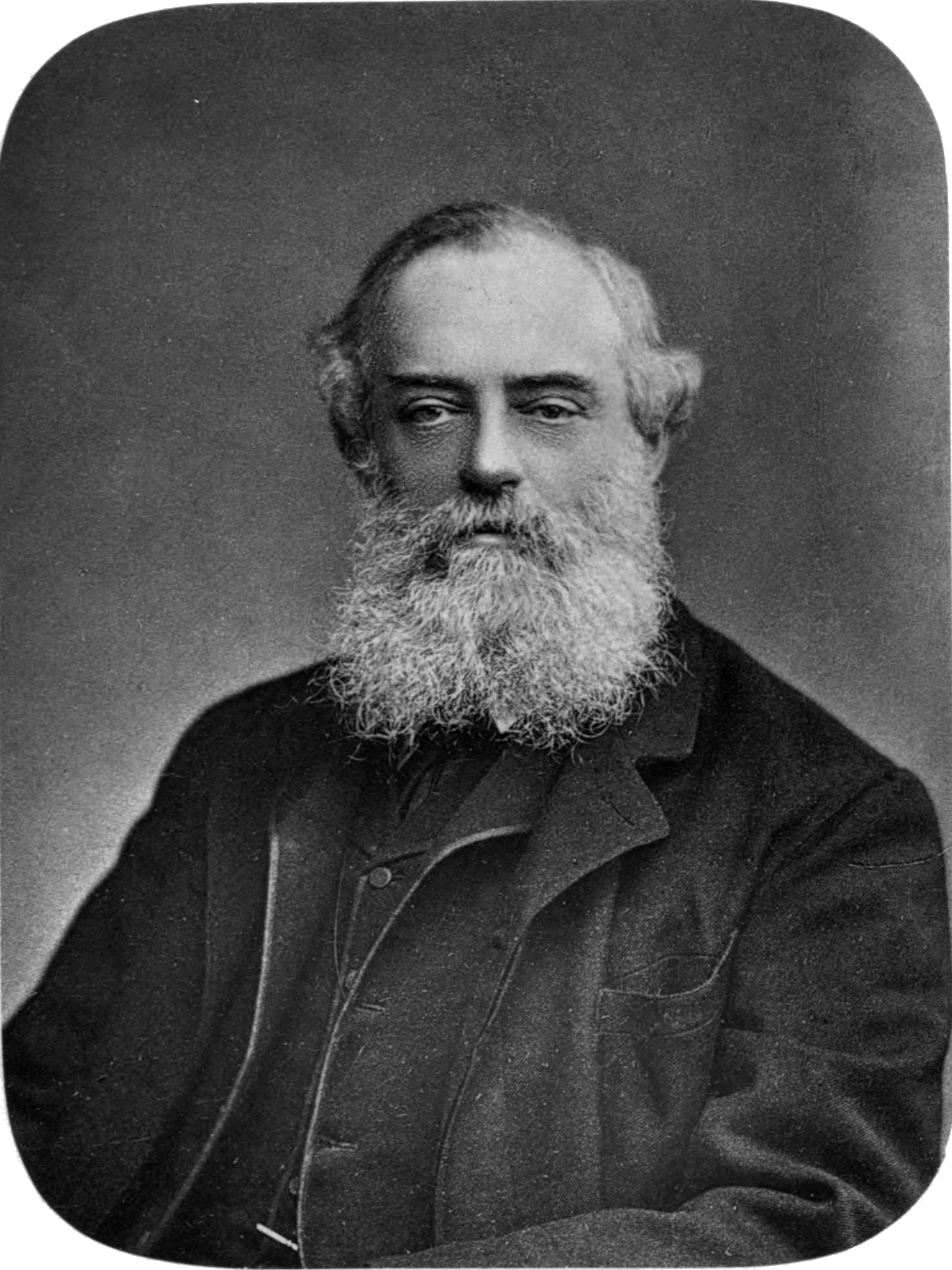
William Thomas Blanford

Molekulargenetische Untersuchungen erbrachten, dass die Jarkand-Kropfgazelle tatsächlich mit der Kropfgazelle am nächsten verwandt ist. Möglicherweise gehören in diesen Gemeinschaftskomplex auch die ausgestorbene Saudi-Gazelle (Gazella saudiya) und die Indische Gazelle (Gazella bennetti). Dagegen steht die Sandgazelle der Arabischen Halbinsel deutlich enger zur Cuvier- und zur Dünengazelle, die beide ein afrikanisches Verbreitungsgebiet haben. In genetischen Analysen am Cytochrom b von Kropfgazellen aus ihrem gesamten nordwestchinesischen Verbreitungsgebiet (Autonomes Gebiet Xinjiang) ergab sich eine relativ geringe Diversität mit kaum vorhandener Populationsstruktur aber bei einer relativ hohen Anzahl von Haplotypen, auch wenn Untersuchungen an Einzelpopulationen durchaus ein anderes Bild vermittelten. Eine weitere genetische Studie von Kropfgazellen aus Xinjiang und aus dem westlich angrenzenden Bereich von Zentralasien, diesmal unter Einbeziehung der mitochondrialen Kontrollregion, erkannte dann verschiedene Kladen innerhalb der Kropfgazellen des nordwestlichen Chinas. Den Ergebnissen zufolge bilden die nördliche und südliche Population in Xinjiang jeweils separate taxonomische Einheiten, die aber einem gewissen Genfluss unterliegen. Ebenso können die zentralasiatischen Kropfgazellen als eigenständige Gruppe aufgefasst werden. Da die Studie aber nicht auch die weiter östlich gelegenen Tiere der Mongolei und Nordchinas einbezog, verzichteten die Autoren auf eine genauere Klassifizierung und verwiesen auf weitere, noch zu tätigende Genanalysen.
Die wissenschaftliche Erstbeschreibung der Jarkand-Kropfgazelle erfolgte im Jahr 1875 durch William Thomas Blanford unter der Bezeichnung Gazella subgutturosa, var. Yarkandensis. Als Merkmale hob Blanford die weniger geschwungenen Hörner und die deutlichere Gesichtszeichnung gegenüber der Kropfgazelle in Zentralasien hervor. Als Typusgebiet gab er das östliche Turkestan an. Erst rund 40 Jahre später legte Richard Lydekker dies mit den Ebenen von Yarkant genauer fest. Die „Mongolische Kropfgazelle“ wiederum wurde von Pierre Heude im Jahr 1894 als Gazella hilleriana benannt, wobei ein Bezug auf mongolische Tiere erst 1940 durch Glover Morrill Allen hergestellt wurde. Lydekker führte dann im Jahr 1900 mit Gazella subgutturosa sairensis die „Dschungarische Kropfgazelle“ ein, die sich durch ihre kurzen, wenig beringten Hörner und die geringe Gesichtsmarkierung auszeichnet. Auf G. P. Adlerberg geht wiederum die „Tibetische Kropfgazelle“ zu, die er im Jahr 1931 anhand von Tieren aus dem Qaidam-Becken in der chinesischen Provinz Qinghai als Gazella subgutturosa reginae definierte.

## Bedrohung und Schutz
Die IUCN führt die Jarkand-Kropfgazelle nicht als eigenständige Art, sondern als Unterart der Kropfgazelle. Deren Gesamtbestand sieht die Naturschutzorganisation als „gefährdet“ (vulnerable) an, wobei die Hauptgefahren für den Bestand in der illegalen Jagd und dem Habitatverlust durch den Ausbau land- und weidewirtschaftlicher Nutzflächen beziehungsweise durch Infrastrukturmaßnahmen wie Straßen- und Schienenbau zu finden sind. In China gilt die Art ebenfalls als schützenswert. Sie tritt in verschiedenen Naturschutzgebieten auf, so unter anderem im Kalamaili-Naturreservat im chinesischen Autonomen Gebiet Xinjiang. Hier haben allerdings auch einzelne Naturkatastrophen Einfluss auf den Bestand. So starben im Winter 2010 zahlreiche Jarkand-Kropfgazellen während eines Schneechaos durch Hunger und Krankheit oder sind erfroren.